# Porphyrinia gueneei
Porphyrinia gueneei är en fjärilsart som beskrevs av Arnold Spuler 1907. Porphyrinia gueneei ingår i släktet Porphyrinia och familjen nattflyn. Inga underarter finns listade i Catalogue of Life.